# Voorstopper

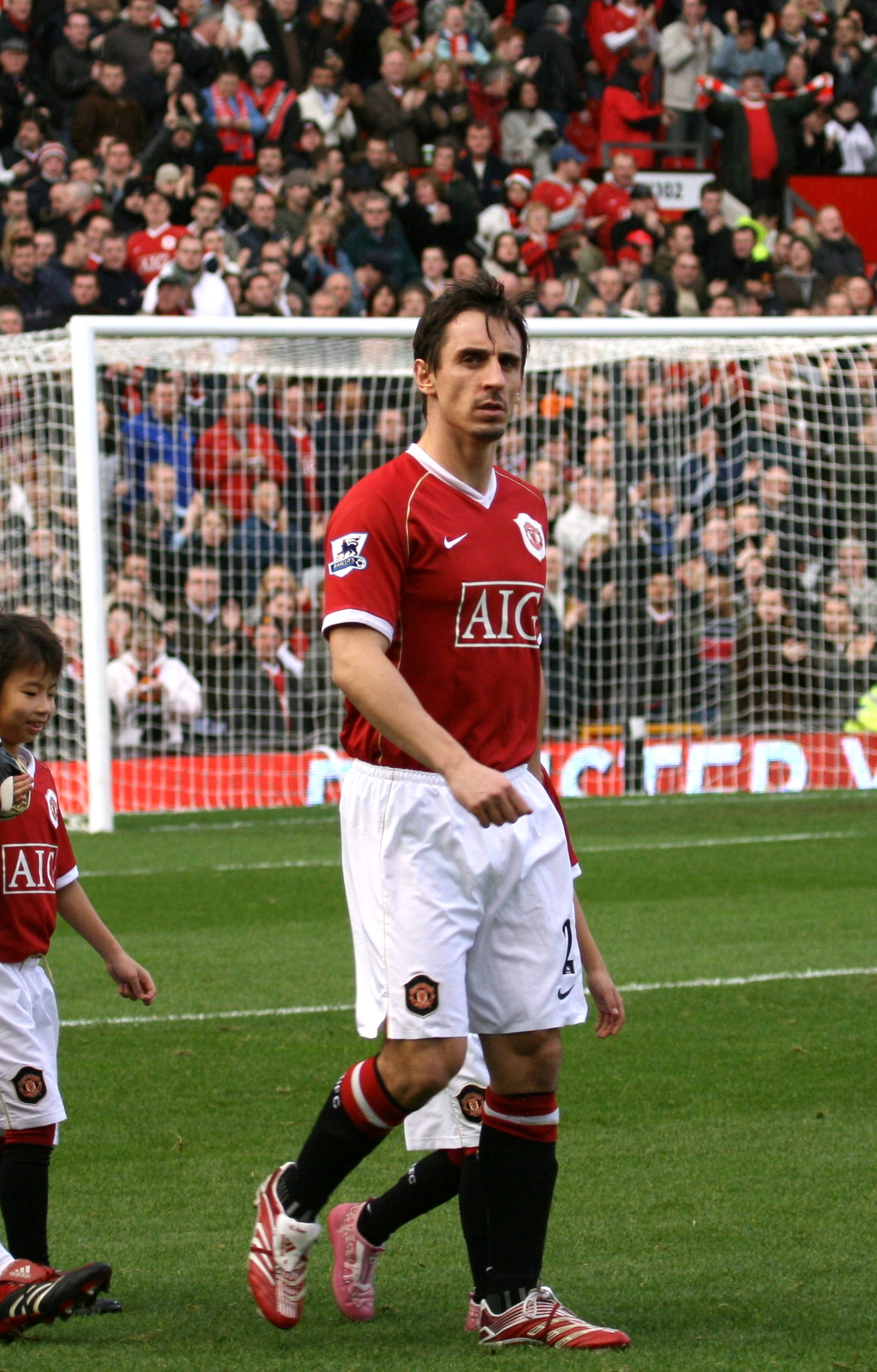
Gary Neville is een bekend voorbeeld van een traditionele voorstopper

De voorstopper is in een voetbalteam de verdediger die tegenover de spits van de tegenpartij staat. Vaak is de voorstopper lang en een goede kopper, hetgeen voordeel oplevert bij hoge voorzetten en hoekschoppen. Hierdoor kan hij of zij de spits het scoren bemoeilijken. Het is voor een voorstopper cruciaal tijdens de gehele wedstrijd geconcentreerd te blijven om de voor zijn of haar team gevaarlijkste speler - de spits van de tegenpartij - elke kans op scoren te beletten.
Alhoewel verdedigen de belangrijkste taak van de voorstopper is, is deze toch niet continu in de verdediging te vinden. Vanwege zijn of haar kopkracht en/of fysieke kracht bewijst de speler zijn team ook goede diensten in het strafschopgebied van de tegenstander, wanneer het team een hoekschop of een kansrijke vrije trap in de omgeving van dit strafschopgebied mag nemen. De voorstopper moet altijd rugdekking trachten te geven aan de medespeler die vóór hem of haar in een duel verwikkeld is, aangezien de tegenstander anders een grote scoringskans krijgt wanneer deze het duel wint. Daarnaast vervult de voorstopper een coachende functie binnen de verdediging.